# Азовский оросительный канал
Азовский оросительный канал или Азовский распределительный канал — канал в России, в Ростовской области. Вытекает из Веселовского водохранилища, устье разбирается на орошение. Длина — 92 км.

## Данные водного реестра
По данным государственного водного реестра России относится к Донскому бассейновому округу, водохозяйственный участок реки — Дон от впадения реки Северский Донец и до устья, без рек Сал и Маныч, речной подбассейн реки — бассейн притоков Дона ниже впадения Северского Донца. Речной бассейн реки — Дон (российская часть бассейна).
Код объекта в государственном водном реестре — 05010500912107000017588.